# Vesterbygård
Vesterbygaard er en herregård der ligger i Jorløse Sogn, Kalundborg Kommune på Vestsjælland.
Vesterbygaard Gods er på 325 hektar og drives med korn- og frøavl, udlejning af boliger og erhvervsarealer samt traditionel skovdrift.
Vesterbygaard nævnes første gang i Valdemar Atterdags jordeborg. Gården er en hovedgård og omkranses i vid udstrækning af hovedgårdsdiger. Gården tilhørte i middelalderen Munk-slægten og havde siden skiftende ejere. Gården har været kron- og kirkegods samt en kort overgang en del af Grevskabet Lerchenborg før den og Saltofte Vænge i 1843 blev købt af cand.jur. og senere konseilspræsident, hofjægermester og kammerherre Christen Fonnesbech.
På det tidspunkt var gården en brandtomt efter en ældre bindingsværkshovedbygning var nedbrændt i 1832 (tømmer herfra anvendtes senere til opførelse af stuehuset på Saltofte) og Christen Fonnesbech og hustruen Sophie, née Hauberg, opførte i perioden 1844-46 den nuværende hovedbygning samt – op mod århundredeskiftet – resten af det stramt symmetrisk anlagte gårdanlæg.
Flere bygninger (bl.a. den store trælade og fodermesterboligen) og senere ombygninger (hovedbygningen) er forestået af arkitekterne Andreas Bentsen og Ivar Bentsen (far og søn).
Fonnesbecherne sammenlagde sideløbende en række mindre gårde og etablerer gården Saltofte, der frem til 1913 hører sammen med Vesterbygaard.
Selve gårdanlægget på Vesterbygaard består af en trefløjet hovedbygning i senempire, som sammen med en række avlsbygninger danner en stor lukket gårdsplads. Bygningskomplekset ligger omkranset af en fem hektar stor park med plæner, frugthave, søer, sneglehøj, lindeallé og et lysthus. Parken rummer en lang række meget sjældne træer og vækster, herunder Danmarks ældste røde stilkeg, og anses for en af landets mest artsrige.
Park og anlæg har ikke offentlig adgang.

## Ejere af Vesterbygård
- (1350-1354) Slægten Munk
- (1354-1430) Roskilde bispestol
- (1430-1480) Karl Nielsen
- (1480-1489) Hans Navl
- (1489-1510) Enke Fru Navl
- (1510-1562) Jørgen Navl / Laurids Navl
- (1562-1564) Johan Friis
- (1564-1566) Kronen
- (1566-1570) Kirstine Gyldenstierne gift Bryske
- (1570-1600) Michael Jude
- (1600-1664) Kronen
- (1664-1700) Gabriel Marselis
- (1700-1720) Peder Thøgersen Lassen
- (1720-1729) Thøger Pedersen Lassen
- (1729-1745) Niels Henrichsen
- (1745-1750) Henrich Henrichsen Hielmstierne
- (1750-1757) Christian Lerche
- (1757-1766) Amalie Magdalene Christine Leinigen Westerburg gift Lerche
- (1766-1798) Georg Flemming Lerche
- (1798-1843) Christian Cornelius Lerche
- (1843-1880) Christen Andreas Fonnesbech
- (1880-1907) Karen Sophie Hauberg gift Fonnesbech
- (1907-1913) Orla Fonnesbech-Wulff
- (1913-1934) Henry Emil Fonnesbech-Wulff
- (1934-1936) Laura Elisabeth Hastrup, gift Fonnesbech-Wulff
- (1936-1970) Orla Fonnesbech-Wulff
- (1970-1997) Niels Fonnesbech-Wulff
- (1997-2003) Boet efter Niels Fonnesbech-Wulff
- (2003-2021) Hofjægermester Dorte Fonnesbech-Wulff gift Estrup & Adam Estrup
- (2021-) Hofjægermester Dorte Fonnesbech-Wulff

## Udbygninger
- (1832) Tofløjet hovedbygning i bindingsværk (nedbrænder)
- (1844-46) Trefløjet hovedbygning i senempire opført af senere konseilspræsident Christen Andreas Fonnesbech og Sofie Fonnesbech. Resten af gårdanlægget, der for en række af bygningernes vedkommende ligger stramt symmetrisk disponeret samt avlsgården opført i tiden efter, hovedsageligt af Sofie Fonnesbech. En del bygninger er tegnet af Ivar Bentsen.
- (1948) Hovedbygning og inspektørbolig moderniseret
- (1949) Parken omlagt efter engelsk mønster